# Taejo di Goguryeo
Taejo (47 – 165) è stato il sesto re di Goguryeo, sul quale si presume regnò dal 53 al 146.

## Biografia
Secondo la tradizione, Taejo avrebbe governato per 94 anni, ma non ci sono prove certe sull'effettiva durata della sua carica.
Durante il primo anno del suo regno, centralizzò il proprio regno dividendolo in cinque province governate da un unico governatore che erano sotto il controllo diretto del re.
Conquistò gli stati dell'Okjeo orientale nel 56, Galsa nel 68, Jona nel 72 e Juna nel 74 e sfidò diverse volte la dinastia Han. Assorbì le forze regionali nella burocrazia centrale e viaggiò attraverso i suoi territori per rafforzare il controllo reale di Goguryeo.

## Morte
Nel 94º anno di regno, il fratello minore di Taejo, Suseong, salì al trono per diventare re di Goguryeo col nome di Re Chadae. Secondo il Samguk yusa, Chadae uccise entrambi i figli di Taejo, e il successivo re Sindae, fratellastro più giovane di Taejo e Chadae, uccise entrambi i suoi fratelli nel 165.
Taejo morì nel 165 alla presunta età di 118 anni.